# Вашингтон (футболист)
Вижте пояснителната страница за други личности с името Вашингтон.
Вашингтон Серкера, познат само като Вашингтон е бивш бразилски футболист, нападател.

## Кариера
Започва кариерата си в Кашияс. По-късно играе за Гремио, Интернасионал, Парана и Понте Прета. След като става голмайстор на купата на Бразилия с екипа на Понте Прета печели място в националния отбор. Играе на купата на конфедерациите същата година. През 2002 преминава във Фенербахче. Там бразилецът играе страхотно и вкарва 10 гола в 17 мача, но е освободен поради проблеми със сърцето, като през 2003 претърпява операция и не играе една година. През 2004 играе 1 сезон за Атлетико Паранаенсе и става голмайстор на Бразилейро с 24 гола. Попада и в идеалния отбор на сезона. В началото на 2005 преминава в японския Токио Верди, където вкарва 22 гола в 33 мача. На следващия сезон подписва с Урава Ред Дайъмъндс и става шампион на страната и голмайстор на Джей лигата с 26 гола, като отбелязва средно по 1 гол на мач. През 2007 печели азиатската шампионска лига и е голмайстор на световното клубно първенство същата година.
Завръща се в Бразилия с екипа на Флуминенсе през 2008 и става голмайстор на бразилското футболно първентво за втори път, поделяйки приза с Кейрисон и Клебер Перейра. След края на сезона преминава в Сао Пауло. Там си партнира в нападение с Дагоберто и Боргес. Във всички турнири вкарва 35 гола в 59 срещи за „трикольорите“. В средата на 2010 се завръща във Флуминенсе. Става шампион на страната в отбора на Флу, след което слага край на кариерата си.